# Leonard Doroftei
Leonard Dorin Doroftei (n. 10 aprilie 1970, Ploiești, România) este un fost pugilist român, campion mondial WBA la categoria semi-ușoară (61,9 kg) între 5 ianuarie 2002 și 24 octombrie 2003.

## Biografie

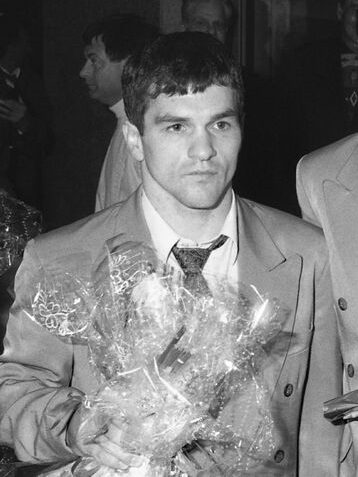
Leonard Doroftei în 1995

Născut la Ploiești, Leonard a început să practice boxul la vârsta de 14 ani la clubul Prahova Ploiești. Între 1986 și 1988 a cucerit în fiecare an titlul național la juniori. Mai târziu a obținut cinci titluri naționale la seniori în 1992, 1993, 1994, 1996 și 1997. A câștigat medalii de bronz la Jocurile Olimpice de la Barcelona în 1992 și la Atlanta în 1996. De asemenea, a fost campion mondial în 1995 și campion european în 1996 și 1997. Palmaresul său la amatori este de 239 de victorii și 15 înfrângeri.
În 1997 Doroftei a devenit boxer profesionist făcând un contract cu clubul canadian Interbox. Pe 5 ianuarie 2002 a cucerit titlul de campion mondial profesionist la categoria semi-ușoară a versiunii WBA, învingându-l la puncte pe argentinianul Raul Horacio Balbi. Pe 31 mai, la București, Doroftei a luptat din nou împotriva lui Balbi și de data aceasta românul s-a impus în mod clar.
A urmat apoi marele meci dintre Dorin și americanul Paul Spadafora, contând pentru unificarea titlurilor WBA și IBF, la categoria semi-ușoară. După o luptă dominată clar de român, cei trei judecători de ring au dat însă o decizie total greșită, cea de egalitate. Conform statisticii totalului de lovituri care și-au atins ținta, Doroftei a punctat de 344 de ori, în timp ce Spadafora numai de 259 de ori. 
Pe 24 octombrie 2003, Doroftei urma să dispute un meci împotriva panamezului Miguel Callist. Meciul a fost anulat însă după ce românul a depășit greutatea categoriei sale la cântarul oficial. Doroftei a pierdut astfel titlul de campion mondial WBA.
S-a retras după lupta pierdută împotriva celebrului Arturo Gatti de pe data de 24 iulie 2004, ce a contat pentru centura WBA a canadianului de la o categorie superioară.
Pe 23 noiembrie 2012, a devenit noul președinte al Federației Române de box înlocuindu-l pe Rudel Obreja.

## Rezultatele înregistrate în cariera profesionistă în box
| 22 de victorii (8 prin knockout, 14 la decizie), o înfrângere, un egal |         |                       |     |           |            |                                                   |                                                                                             |
| Rez.                                                                   | Carieră | Adversar              | Tip | Rd., Timp | Data       | Loc                                               | Note                                                                                        |
| Înfrângere                                                             | 22-1-1  | Arturo Gatti          | KO  | 2 (12)    | 2004-07-24 | Boardwalk Hall, Atlantic City, New Jersey         | Pentru titlul WBC la categoria ușoară.                                                      |
| Victorie                                                               | 22-0-1  | Charles Tschorniawsky | TKO | 4 (12)    | 2004-03-20 | Montreal Casino, Montreal, Quebec                 | Primul meci în opt luni.                                                                    |
| Egal                                                                   | 21-0-1  | Paul Spadafora        | SD  | 12        | 2003-05-17 | Petersen Events Center, Pittsburgh, Pennsylvania  | Pentru titlurile mondiale WBA, IBF și International Boxing Council la categoria semiușoară. |
| Victorie                                                               | 21-0    | Raul Horacio Balbi    | UD  | 12        | 2002-05-31 | Sala Polivalentă, București                       | A păstrat titlul WBA la categoria semiușoară.                                               |
| Victorie                                                               | 20-0    | Raul Horacio Balbi    | SD  | 12        | 2002-01-05 | Freeman Coliseum, San Antonio, Texas              | A câștigat titlul WBA la categoria semiușoară.                                              |
| Victorie                                                               | 19-0    | Emanuel Augustus      | UD  | 10        | 2001-09-28 | War Memorial Gymnasium, San Francisco, California |                                                                                             |
| Victorie                                                               | 18-0    | Martin O'Malley       | TKO | 9 (10)    | 2001-07-21 | Bally's Atlantic City, Atlantic City, New Jersey  |                                                                                             |
| Victorie                                                               | 17-0    | Darelle Sukerow       | KO  | 5 (8)     | 2000-12-15 | Molson Centre, Montréal                           |                                                                                             |
| Victorie                                                               | 16-0    | Gairy St Clair        | UD  | 10        | 2000-09-08 | Molson Centre, Montréal                           |                                                                                             |
| Victorie                                                               | 15-0    | Jose Aponte           | TKO | 8 (8)     | 2000-06-16 | Molson Centre, Montréal                           |                                                                                             |
| Victorie                                                               | 14-0    | Gustavo Fabian Cuello | SD  | 10        | 2000-04-06 | Air Canada Centre, Toronto, Ontario               |                                                                                             |
| Victorie                                                               | 13-0    | Rudolfo Lunsford      | UD  | 8         | 2000-03-07 | Molson Centre, Montréal                           |                                                                                             |
| Victorie                                                               | 12-0    | Verdell Smith         | UD  | 10        | 1999-12-10 | Molson Centre, Montréal                           |                                                                                             |
| Victorie                                                               | 11-0    | Darien Ford           | UD  | 8         | 1999-10-29 | Molson Centre, Montreal, Quebec                   |                                                                                             |
| Victorie                                                               | 10-0    | Jean-Luc Morin        | TKO | 3 (8)     | 1999-10-13 | Molson Centre, Montreal, Quebec                   |                                                                                             |
| Victorie                                                               | 9-0     | Dillon Carew          | PCT | 12        | 1999-04-30 | Turning Stone Casino, Verona, New York            | Pentru centura WBC Continental Americas la semiușoară.                                      |
| Victorie                                                               | 8-0     | Bernard Harris        | SD  | 10        | 1999-02-05 | Centre Pierre Charbonneau, Montréal               |                                                                                             |
| Victorie                                                               | 7-0     | Steve Valdez          | TKO | 6 (8)     | 1998-11-27 | Molson Centre, Montreal, Quebec                   |                                                                                             |
| Victorie                                                               | 6-0     | Khalil Shakeel        | UD  | 8         | 1998-11-06 | Centre Pierre Charbonneau, Montréal               |                                                                                             |
| Victorie                                                               | 5-0     | Michael Balagna       | KO  | 1 (6)     | 1998-10-14 | Centre Pierre Charbonneau, Montréal               |                                                                                             |
| Victorie                                                               | 4-0     | Don Sponagle          | TKO | 2 (6)     | 1998-09-24 | Centre Pierre Charbonneau, Montréal               |                                                                                             |
| Victorie                                                               | 3-0     | Sean Knight           | UD  | 6         | 1998-05-28 | Westchester County Center, White Plains, New York |                                                                                             |
| Victorie                                                               | 2-0     | Martin Aubut          | UD  | 6         | 1998-05-05 | Pavillon de la Jeunesse, Trois-Rivières, Quebec   |                                                                                             |
| Victorie                                                               | 1-0     | Jerry Villareal       | UD  | 4         | 1998-04-24 | Palais Sports Leopold-Drolet, Sherbrooke, Quebec  |                                                                                             |